# Malý železniční viadukt (Novina)
Malý železniční viadukt v Novině, části obce Kryštofovo Údolí v okrese Liberec, je součástí železniční tratě Liberec – Česká Lípa, která byla jako poslední úsek někdejší Ústecko-teplické dráhy uvedena do provozu v roce 1900.

## Historie
Malý viadukt v Novině byl vybudován jako součást stavby úseku Ústecko-teplické dráhy (ATE). Takzvanou Severočeskou transverzálku v trase Řetenice – Lovosice – Česká Lípa – Liberec se rozhodla společnost ATE vybudovat za účelem rychlejší přepravy uhlí z oblasti podkrušnohorských dolů k odběratelům na Liberecku, přičemž do tohoto projektu zahrnula i trať Česká Lípa – Mimoň, která byla provozována státem již od roku 1883. Stavba posledního úseku transverzálky Mimoň – Horní Růžodol byla zahájena 29. prosince 1898 a dokončena byla 11. září 1900.  Autorem stavby trati byl Herrmann Rosche, generální ředitel společnosti Ústecko-teplické dráhy pro hospodárné zásobování severních Čech z krušnohorské pánevní oblasti. Trať včetně viaduktu u Noviny vybudovala stavební firma bratři Redlichové a Berger (Brüder Redlich & Berger) z Vídně. Malý viadukt je jedním ze čtyř klenutých viaduktů v úseku Křižany – Liberec.

## Popis
Malý železniční viadukt stojí východně od autobusové zastávky Novina mezi tunelem U Myslivny a železniční zastávkou Kryštofovo Údolí. Kamenný obloukový most má deset oblouků, je dlouhý 127 m a vysoký 17 m.